# Quintana (Campoo de Yuso)
Quintana es una localidad del municipio de Campoo de Yuso (Cantabria, España). En el año 2012 contaba con una población de 12 habitantes (INE). La localidad se encuentra a 980 metros de altitud sobre el nivel del mar, y a 4 kilómetros de la capital municipal, La Costana.
A esta población se accede  desde la carretera CA-171 a través de la carretera local CA-722 y carece de líneas de transporte público regular, siendo la parada más cercana la situada en la intersección de dichas carreteras.

## Paisaje y naturaleza
La situación elevada de Quintana convierte al pueblo en un magnífico balcón desde el que se tiene una impresionante panorámica del municipio de Campoo de Yuso, con el embalse del Ebro en primer plano. El casco del pueblo se encuentra rodeado por un importante robledal en que se mezclan especies de dominio atlántico (Quercus robur) con otras de entorno mediterráneo (Quercus Pyrenaica).

## Patrimonio histórico
La iglesia de Santa María la Mayor es un raro edificio de mediados del siglo XVI que presenta un doble testero recto que de la un acusado sentido horizontal. El cuerpo de la nave tiene una fábrica muy popular, solo mejorada en el hastial, donde se levanta una espadaña de tres pisos escalonados con tres troneras, de ejecución posterior a la parte tardogótica de la cabecera. Los retablos del interior son XVI. Presentan una arquitectura plateresca con autoría en un grupo de retablistas montañeses que trabajaron en la zona palentina. Entre la imaginería destaca una virgen sedente del siglo XV.